# ジャーミー

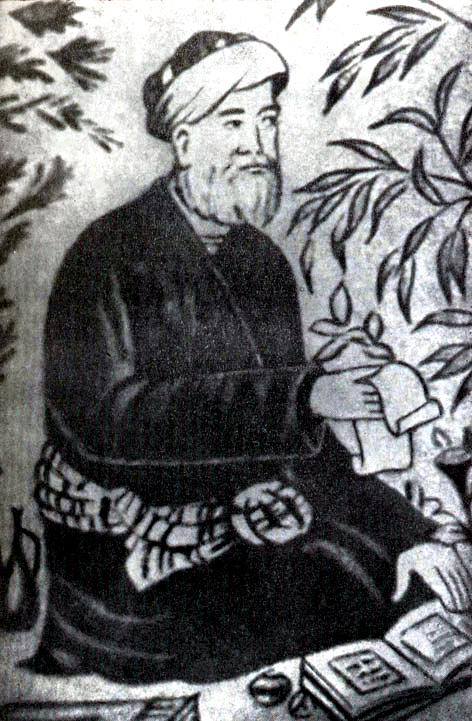
ジャーミー

ヌールッディーン・アブドゥッラフマーン・ジャーミー（ペルシア語: نورالدین عبدالرحمن جامی、Nur ad-Dīn Abd ar-Rahmān Jāmī、1414年11月7日 - 1492年11月9日）は、15世紀にイラン（ペルシア）で活躍したスーフィー、詩人。雅号の「ジャーミー」は、彼の出身地であるジャームの名前から取られている。ジャーミーが活躍したティムール朝時代は近世ペルシア文学が衰退期に差し掛かった時代であり、その中で優れたペルシア語詩を残したジャーミーは「詩人たちの最後」「最後の詩人」と呼ばれている。また、詩作、神学以外にハディース、アラビア語文法、イスラーム哲学、音楽についても深い学識を有していた。

## 生涯
1414年にホラーサーン地方のヘラート近郊の町ジャームで、裁判官ニザームッディーン・アフマドの家にジャーミーは生まれた。ジャーミーの祖父シャムスッディーンはエスファハーン近郊のダシュトからジャームに移住した人物であり、初期はダシュトにちなむダシュティーの雅号を用いていた。ジャーミーは5歳のとき、メッカ巡礼の途上でジャームに立ち寄ったナクシュバンディー教団のホージャ・ムハンマド・パールサーと出会う。幼時からジャーミーはスーフィズム（イスラームの神秘主義）に強い関心を抱き、後年に著した『親愛の息吹』の中で当時の喜びを回想した。ジャーミーが幼いころに一家はジャームからヘラートに移住し、ジャーミーはヘラートのニザーミーヤ学院に入れられる。成長したジャーミーはウルグ・ベクが統治するサマルカンドに留学し、神学、法学、哲学、文学を修めた。サマルカンド時代の師であるカーディー・ザーデは、ジャーミーの素質に高い評価を与えた。
9年に及ぶという留学期間の後にヘラートに戻ったジャーミーは、シャー・ルフが建てた学校で教師を務める。自己の内面に向き合うことで、ジャーミーの精神に大きな変化がもたらされたと言われている。ジャーミーはサマルカンド時代に接したナクシュバンディー教団のサアドゥッディーン・カーシュガリーに師事し、スーフィズムの世界に身を置いた。名声が高まるにつれて、ジャーミーはヘラートの西の黒羊朝、白羊朝の君主からも目をかけられるようになった。
ジャーミーはヘラートの支配者であるフサイン・バイカラの庇護を受け、アリー・シール・ナヴァーイー、ホージャ・アフラールらの文人・宗教家と交流を持った。マシュハド巡礼などの例外を除き、ジャーミーは生涯の大半をヘラートで過ごした。1472年にジャーミーはバグダードを経てメッカ巡礼を果たし、ダマスカス、アレッポ、タブリーズに立ち寄ってヘラートに帰着した。
晩年のジャーミーは老衰が著しく、最後に発狂したと伝えられている。1492年にジャーミーはヘラートで没する。ジャーミーの葬儀には王子や重臣が全員参列し、参列者は先を争って彼の棺を運ぼうとしたと、友人であるナヴァーイーは書き残した。

## 作品

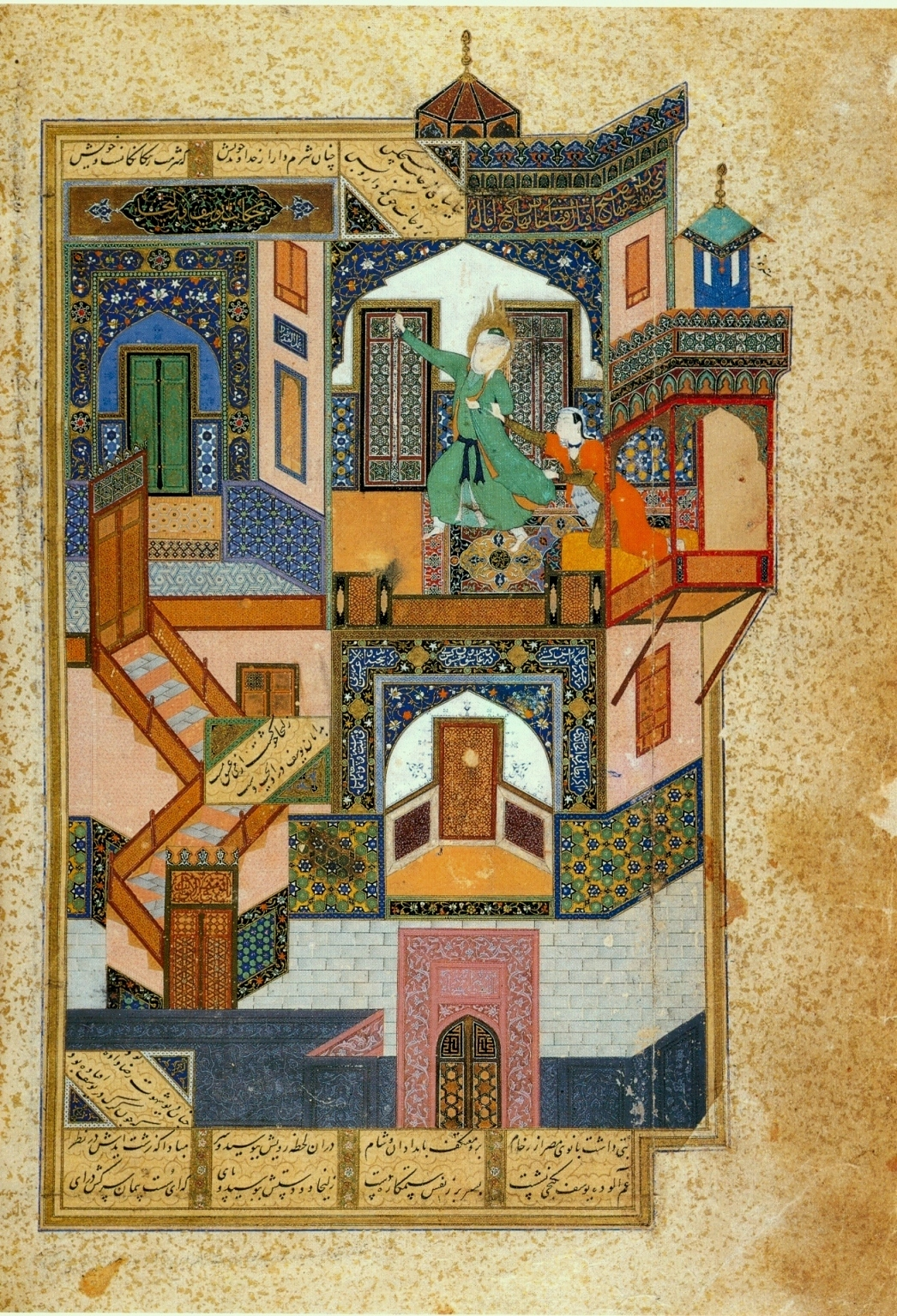
画家ビフザードによる『ユースフとズライハー』の写本の挿絵

ジャーミーの死後、サファヴィー朝のイスマーイール1世の王子サーム・ミールザーによって初めて彼の作品が分類され、45の作品が確認された。現在46の作品がジャーミーの著作として知られている。ジャーミーは散文と韻文両方を手掛け、韻文によって名声を博した。洗練された語法と文体が作品の特徴となり、ジャーミーの深い学識が内容に反映されている。スーフィー、学者でもあるジャーミーは時に詩作に複雑な感情を抱き、詩によって自己の権威が低下すると考える事もあった。
ジャーミーは先人が採用した題材や技術を取り入れ、自己の美しく甘美な作風によって優れた作品として再生した。技量はニザーミーやサアディーらの先人たちには及ばないと評されているが、「七つの王座」の中でジャーミーはペルシア語詩の衰退を悲しみ、過去の優れた詩人たちを懐古しながらも、自身の手によって往時の隆盛を取り戻すことを決意している。東洋学者のエドワード・グランヴィル・ブラウンは、ジャーミーは詩的形式、甘美さ、素朴さの面ではニザーミーに並び、あるいは上回るが、力強さ、想像力、流暢性では彼に及ばないと述べた。そして、ブラウンはペルシア語の深い知識を必要としない簡易な文体によって、インドやトルコなどの非ペルシア語圏で名声と人気を得るようになったと分析している。ジャーミーの作品はオスマン文学にも影響を与え、オスマン皇帝メフメト2世やバヤズィト2世はイスタンブールにジャーミーを招こうと試みたが、実現には至らなかった。
7部構成のマスナヴィー形式の長編詩「七つの王座」は特に知名度が高く、その一編である『ユースフとズライハー』が代表作として知られている。ジャーミーは1468年から7部作の第1作にあたる『黄金の鎖』の執筆を開始し、1485年に最終作である『アレクサンダーの英知の書』を書き終えた。「七つの王座」はニザーミーの「五部作（ハムセ）」に対抗して作られた作品で、5作目の『ユースフとズライハー』が完成した後に2編が追加されたといわれている。「七つの王座」には、以下の作品が含まれる。
1. 『黄金の鎖』（1468年 - 1472年） - 多くの逸話を挿入しつつ、哲学、倫理学、宗教について論じた作品。内容とスタイルはサナーイーの『真理の園』と共通する[14]。冗長であり、内容の統一性が欠如しているために他の6編に比べて評価は低い[19]。フサイン・バイカラに献呈された。
2. 『サラーマーンとアブサール』（1480年） - ギリシャの物語を下敷きにした王子と乳母の恋物語[20]。白羊朝の君主ヤアクーブに献呈された。
3. 『自由な民への贈物』（1481年） - ニザーミーの『秘密の宝庫』を模した教訓詩[21]。ホージャ・アフラールに献呈された。
4. 『敬虔なる者たちへの数珠』（1482年） - 教訓詩。作品の評価は二分されている[21]。フサイン・バイカラに献呈された。
5. 『ユースフとズライハー』（1483年） - クルアーン（コーラン）第12章を基にした作品。ジャーミーの作品の中では最も評価が高く、早い段階からヨーロッパの研究者から注目された[22]。19世紀にドイツ語、英語に訳され、20世紀前半にフランス語訳が出版された。
6. 『ライラとマジュヌーン』 （1484年）
7. 『アレクサンダーの英知の書』（1485年） - ニザーミーの『アレクサンダーの書』を模した作品[23]。フサイン・バイカラに献呈された。

「ジャーミー詩集」は『青春の始め』（1479年）『首飾りの真中の真珠』（1489年）『人生の終わり』（1491年）の3部で構成され、青年期から老年期にかけて詠んだ抒情詩が収録されている。ほか、スーフィーの伝記集『親愛の息吹』、逸話集『春の園』などの散文作品を書き残した。『親愛の息吹』には約600のスーフィーの伝記が収録され、アッタールの『神秘主義聖者列伝』に比べて簡略ながら、文学史において有用な資料として重宝されている。『春の園』はサアディーの『薔薇園』に倣ったものだが、内容と文体のいずれもオリジナルと比べて劣っていると評される。
イスラーム神秘学派の一つである存在一性論（wahdat al-wujud）の立場で書かれた「閃光の輝き」（Ashi'at al-Lama'at）や「閃光」（Lawa'ih）などの論文があり、前者は舎薀善によって「昭元秘訣」、後者は劉智によって「真境昭微」という題名で翻訳され、中国イスラーム思想に多大な影響を及ばすことになった。